# نرمه‌چسبک
نَرمه‌چَسبَک (Forsskaolea) سرده‌ای از گیاهان است از خانواده گزنگان (Urticaceae).
این جنس در ایران یک گونه گیاه علفی یک‌ساله تا چندساله دارد که نام علمی آن Forsskaolea tenacissima می‌باشد.